# Икономика на Израел
Израел е технологично силно развита пазарна икономика със значителен държавен сектор. Страната е силно зависима от вноса на енергийни носители (петрол, природен газ и въглища). Въпреки това селското стопанство и индустрията се развиват със завидни темпове в последните 20-на години. Израел притежава сериозни възможности в сферата на нефтопреработването, шлифоването на диаманти и производството на полупроводници. Израелският износ е съсредоточен в шлифованите диаманти, високите технологии, софтуера, лекарствените средства, военното оборудване.
Брутен вътрешен продукт – 101 294 000 000 USD